# Rockford (Hampshire)
Rockford – osada w Anglii, w Hampshire. Leży 27,5 km od miasta Southampton, 39,5 km od miasta Winchester i 138,6 km od Londynu. Rockford jest wspomniana w Domesday Book (1086) jako Rocheforde.